# Zbyněk Hauzr
Zbyněk Hauzr (Liberec, 20 aprile 1973) è un ex calciatore ceco, portiere.

## Biografia
Nel dicembre 2015 è stato coinvolto in un'inchiesta su calcioscommesse riguardante alcuni match di 1. liga e di Pohár FAČR.

## Carriera

### Club
Nel 1998 ha firmato un contratto con lo Slovan Liberec. Il 18 luglio 2000 viene ceduto con la formula del prestito al České Budějovice. Rientra dal prestito nel mese successivo. Il 12 ottobre 2001 viene ceduto nuovamente con la forma del prestito, al Viktoria Plzeň. Rientrato dal prestito al termine della stagione, viene confermato dallo Slovan Liberec. Ha militato nel club ceco fino al 2014, anno in cui ha terminato la propria carriera.

## Palmarès

### Club

#### Competizioni nazionali
- Pohár ČMFS: 1

Slovan Liberec: 1999-2000
- Gambrinus Liga: 2

Slovan Liberec: 2005-2006, 2011-2012